# Primera Iglesia Bautista de Wetumpka
La Primera Iglesia Bautista de Wetumpka es un complejo de iglesias bautistas del sur ubicadas en el 205 de West Bridge Street en Wetumpka, Alabama, Estados Unidos. El complejo consistía en varios edificios conectados, centrados en un santuario de ladrillo original que se construyó entre 1846 y 1852. El santuario original estaba programado para ser demolido en mayo de 2020 luego de los daños de un tornado. Los terrenos también incluyen un edificio educativo de 1928–29, una segunda adición educativa y de oficinas de 1959–60, un santuario moderno construido en 1967 y un ala educativa y salón de becas que se completó en 1991. Todos los edificios están centrados en el santuario original y están conectados entre sí por una serie de pasajes y corredores en la parte trasera de la propiedad. El santuario original se agregó al Registro de Monumentos y Patrimonio de Alabama en 1977 y al Registro Nacional de Lugares Históricos en 2008.

## Historia
La congregación de la iglesia tiene sus orígenes en la Iglesia Bautista Coosa River que se estableció en el área en mayo de 1821. La congregación se mudó a Wetumpka en 1837 y se combinó con otra congregación existente, rebautizada como Coosa River Church of Wetumpka. Asumió su nombre actual de Primera Iglesia Bautista de Wetumpka en 1842. Después de los grandes incendios en la ciudad durante 1844 y nuevamente en 1845, la congregación comenzó a construir un nuevo edificio de ladrillo al oeste del río en una propiedad que les había donado Seth Paddock Storrs. Storrs era miembro de la denominación presbiteriana, pero estaba casado con una mujer bautista devota de Massachusetts.
La construcción del histórico santuario de ladrillos comenzó en 1846, pero avanzó lentamente durante varios años debido a problemas de financiación. Finalmente, los líderes de la iglesia entregaron la recaudación de fondos a las mujeres de la congregación, quienes realizaron "ventas de pasteles, picnics, barbacoas y ventas de colchas" hasta que se recaudaron los fondos necesarios para completar el edificio. Se terminó en la primavera de 1852 y se inauguró el 11 de julio de 1852. Fue modificado sustancialmente en 1909 por el destacado arquitecto de Montgomery, Frank Lockwood. Las alteraciones incluyeron una remodelación casi completa del interior y el reemplazo de las ventanas de arco apuntado de estilo neogótico con nuevos reemplazos de vidrieras de arco de medio punto.
Habiendo superado el edificio original en la década de 1960, la congregación tenía un nuevo santuario con capacidad para 687 asientos construido junto al original. Fue construido según los diseños del arquitecto de Montgomery, Tom B. Kirkland. El nuevo santuario fue dedicado el 11 de julio de 1967, exactamente 115 años después de la dedicación del original. El santuario original rara vez se usó después de este punto y se había deteriorado sustancialmente en la década de 1990 debido a una gotera en el techo. La congregación, temiendo la pérdida del edificio, recaudó fondos para una restauración completa del interior y exterior de lo que ahora se conoce como la "capilla histórica". Se completó a tiempo para una nueva dedicación el 11 de julio de 1998.
El santuario original sufrió grandes daños el 19 de enero de 2019, y un tornado EF2 destruyó todo el techo y el campanario. La mayoría de la congregación votó en 2020 para demoler el santuario histórico. Una estructura de soporte debilitada y moho se observaron como preocupaciones principales. Las vidrieras históricas y otros artefactos se retiraron a fines de mayo de 2020 en preparación para la demolición.